# هاینز لودویگ
هاینز لودویگ (انگلیسی: Heinz Ludewig; ۲۴ دسامبر ۱۸۸۹ – ۱۶ مهٔ ۱۹۵۰) بازیکن فوتبال اهل آلمان بود.
از باشگاه‌هایی که در آن بازی کرده‌است می‌توان به اشاره کرد.
وی همچنین در تیم ملی فوتبال آلمان بازی کرده‌است.